# 1199

## Събития
- В Йерусалим се създава Ордена на Тамплиери

## Починали
- 6 април -Ричард Лъвското сърце, крал на Англия